# Contraband (2012)
Contraband is een Amerikaans-Britse actie-thriller uit 2012 geregisseerd door Baltasar Kormákur. De film is een remake van de IJslandse film Reykjavík-Rotterdam uit 2008 waarin Baltasar Kormákur speelde. De hoofdrollen worden vertolkt door Mark Wahlberg, Kate Beckinsale, Ben Foster, Giovanni Ribisi, Caleb Landry Jones en J.K. Simmons.

## Verhaal
Chris Farraday uit New Orleans heeft zijn leven als smokkelaar opgegeven, maar wordt gedwongen weer in dienst te treden om zijn zwager Andy te helpen. Die heeft een drugsdeal voor zijn baas, de meedogenloze drugsbaron Tim Briggs verpest om de schuld van laatstgenoemde te vereffenen door een reis naar Panama maken om miljoenen dollars aan valse biljetten terug te brengen.

## Rolverdeling
| Acteur             | Personage             |
| ------------------ | --------------------- |
| Mark Wahlberg      | Chris Farraday        |
| Kate Beckinsale    | Kate Farraday         |
| Ben Foster         | Sebastian Abney       |
| Giovanni Ribisi    | Tim Briggs            |
| Caleb Landry Jones | Andy                  |
| J.K. Simmons       | Kapitein Redmond Camp |
| Diego Luna         | Gonzalo               |
| Lukas Haas         | Danny Raymer          |
| William Lucking    | Bud Farraday          |
| David O'Hara       | Jim Church            |
| Jason Mitchell     | Walter                |

## Ontvangst
Op Rotten Tomatoes heeft Contraband een waarde van 51% en een gemiddelde score van 5,4/10, gebaseerd op 165 recensies. Op Metacritic heeft de film een gemiddelde score van 51/100, gebaseerd op 38 recensies.

## Prijzen en nominaties
| Jaar | Prijs                | Categorie  | Genomineerde(n) | Uitslag  |
| ---- | -------------------- | ---------- | --------------- | -------- |
| 2012 | BMI Film & TV Awards | Filmmuziek | Clinton Shorter | Gewonnen |